# Bakemono no Ko
«Дитя монстра» (яп. バケモノの子, Bakemono no Ko) — японський аніме-фільм, знятий Мамору Хасода. Світова прем'єра стрічки відбулась 13 вересня 2015 року на міжнародному кінофестивалі в Торонто.

## Голосовий акторський склад
- Аоі Міядзакі — Кюта
- Сьота Сометані — Кюта
- Кодзі Якусьо — Куматетсу
- Судзу Хіросе — Каеде
- Йо Оідзумі — Татара

## Випуск
В Японії фільм вийшов 11 липня 2015 року. За перші вихідні прокату «Дитя монстра» посів перше місце: фільм подивилось 492 тисячі глядачів на 457 екранах, що принесло йому понад 5 мільйонів доларів. Світова прем'єра стрічки відбулась 13 вересня 2015 року на міжнародному кінофестивалі в Торонто.

## Визнання
| Нагороди та номінації фільму «Дитя монстра» | Нагороди та номінації фільму «Дитя монстра»  | Нагороди та номінації фільму «Дитя монстра» | Нагороди та номінації фільму «Дитя монстра» | Нагороди та номінації фільму «Дитя монстра» | Нагороди та номінації фільму «Дитя монстра» |
| Рік                                         | Кінопремія / Кінофестиваль                   | Категорія / Нагорода                        | Номінант                                    | Результат                                   |                                             |
| ------------------------------------------- | -------------------------------------------- | ------------------------------------------- | ------------------------------------------- | ------------------------------------------- | ------------------------------------------- |
| 2015                                        | Філадельфійський кінофестиваль               | Ґран-прі журі                               | «Дитя монстра»                              | Номінація                                   |                                             |
| 2015                                        | Сан-Себастьянський міжнародний кінофестиваль | «Морська мушля» за найкращий фільм          | «Дитя монстра»                              | Номінація                                   |                                             |